# La Dessalinienne
La Dessalinienne és l'himne nacional d'Haití. Va ser compost el 1904, per a commemorar el centenari de la independència. Els autors van ser dos haitians: Justin Lhérisson (lletra) i Nicolas Geffrard (música).

## Etimologia
El nom "Dessalinienne" prové del líder revolucionari haitià i primer governant Jean-Jacques Dessalines.

## Lletra
| Pour Haïti, la terre des ancêtres Marchons main dans la main Nous ne devons pas être perfides Nous devons être nos propres maîtres Marchons main dans la main Pour qu'Haïti devienne plus belle Unissons-nous, unissons-nous Pour Haïti au nom de tous les Ancêtres. Pour Haïti au nom des ancêtres Tondons, plantons Nous sommes assis par terre de toutes nos forces Il nous nourrit Trébuchons, jetons les roues Avec joie, la terre doit donner. Tondre, eau, femmes et hommes Vivre avec la force de nos bras. Pour Haïti et pour les ancêtres Nous devons être courageux Les gens ne sont pas censés être avec les gens C’est pourquoi toutes les mères et tous les pères Doit envoyer les enfants à l'école Apprendre, savoir Que Toussaint, Dessalines, Christophe, Potion Conçu pour les Haïtiens mouillés sous des bottes blanches. Pour Haïti au nom des ancêtres Levons les yeux Pour tout le monde, demandez au Seigneur Pour nous protéger Car les mauvais anges veulent nous détourner Pour que nous puissions marcher dans la bonne direction Car la liberté peut être la liberté La justice doit être répandue sur le territoire. Nous avons un drapeau comme tous les peuples. Aimons-le, mourons pour lui. Les blancs ne nous ont pas fait de cadeau Le sang de nos ancêtres a été versé Pour garder notre drapeau haut Travaillons ensemble. Pour d'autres, les pays peuvent le respecter Ce drapeau est l'âme de tous les Haïtiens. | Pou Ayiti peyi Zansèt yo Se pou n mache men nan lamen Nan mitan n pa fèt pou gen trèt Nou fèt pou n sèl mèt tèt nou An nou mache men nan lamen Pou Ayiti ka vin pi bèl An nou, an nou, met tèt ansanm Pou Ayiti onon tout Zansèt yo. Pou Ayiti onon Zansèt yo Se pou n sekle se pou n plante Se nan tè tout fòs nou chita Se li k ba nou manje Ann bite tè, ann voye wou Ak kè kontan, fòk tè a bay. Sekle,wouze, fanm kou gason Pou n rive viv ak sèl fòs ponyèt nou. Pou Ayiti ak pou Zansèt yo Fò nou kapab vanyan gason Moun pa fèt pou ret avèk moun Se sa k fè tout Manman ak tout Papa Dwe pou voye Timoun lekòl Pou yo aprann, pou yo konnen Sa Tousen, Desalin, Kristòf, Petyon Te fè pou wet Ayisyen anba bòt blan. Pou Ayiti onon Zansèt yo Ann leve tèt nou gad anlè Pou tout moun, mande Granmèt la Pou l ba nou pwoteksyon Pou move zanj pa detounen n Pou n ka mache nan bon chimen Pou libète ka libète Fòk lajistis blayi sou peyi a. Nou g'on drapo tankou tout Pèp. Se pou n renmen l, mouri pou li. Se pa kado, blan te fè nou Se san Zansèt nou yo ki te koule Pou nou kenbe drapo nou wo Se pou n travay met tèt ansanm. Pou lòt, peyi, ka respekte l Drapo sila a se nanm tout Ayisyen. |
| Lletra en francès | Lletra en crioll haitià |